# נ
La nun (נ, pronunciado /n/, נוּן) es la 14.ª letra del hebreo. Equivale a la letra fenicia nun (𐤍).
Su nombre hebreo es נוּן

## Escritura
| Variantes ortográficas | Variantes ortográficas      | Variantes ortográficas      | Variantes ortográficas      | Variantes ortográficas | Variantes ortográficas |
| posición               | Varias fuentes de impresión | Varias fuentes de impresión | Varias fuentes de impresión | Cursivo                | Rashi                  |
| posición               | Serif                       | Sans-serif                  | Monoespaciado               | Cursivo                | Rashi                  |
| ---------------------- | --------------------------- | --------------------------- | --------------------------- | ---------------------- | ---------------------- |
| no final               | נ                           | נ                           | נ                           |                        |                        |
| final                  | ן                           | ן                           | ן                           |                        |                        |

La letra en su forma final puede aparece con o sin gancho superior en según que fuentes sans-serif, por ejemplo:

- Arial, DejaVu Sans, Arimo, Open Sans: ן
- Tahoma, Noto Sans Hebreo, Alef, Heebo: ן

## Uso

### Pronunciación
Nun representa una nasal alveolar, (IPA : /n/), como la letra N.

### Variaciones

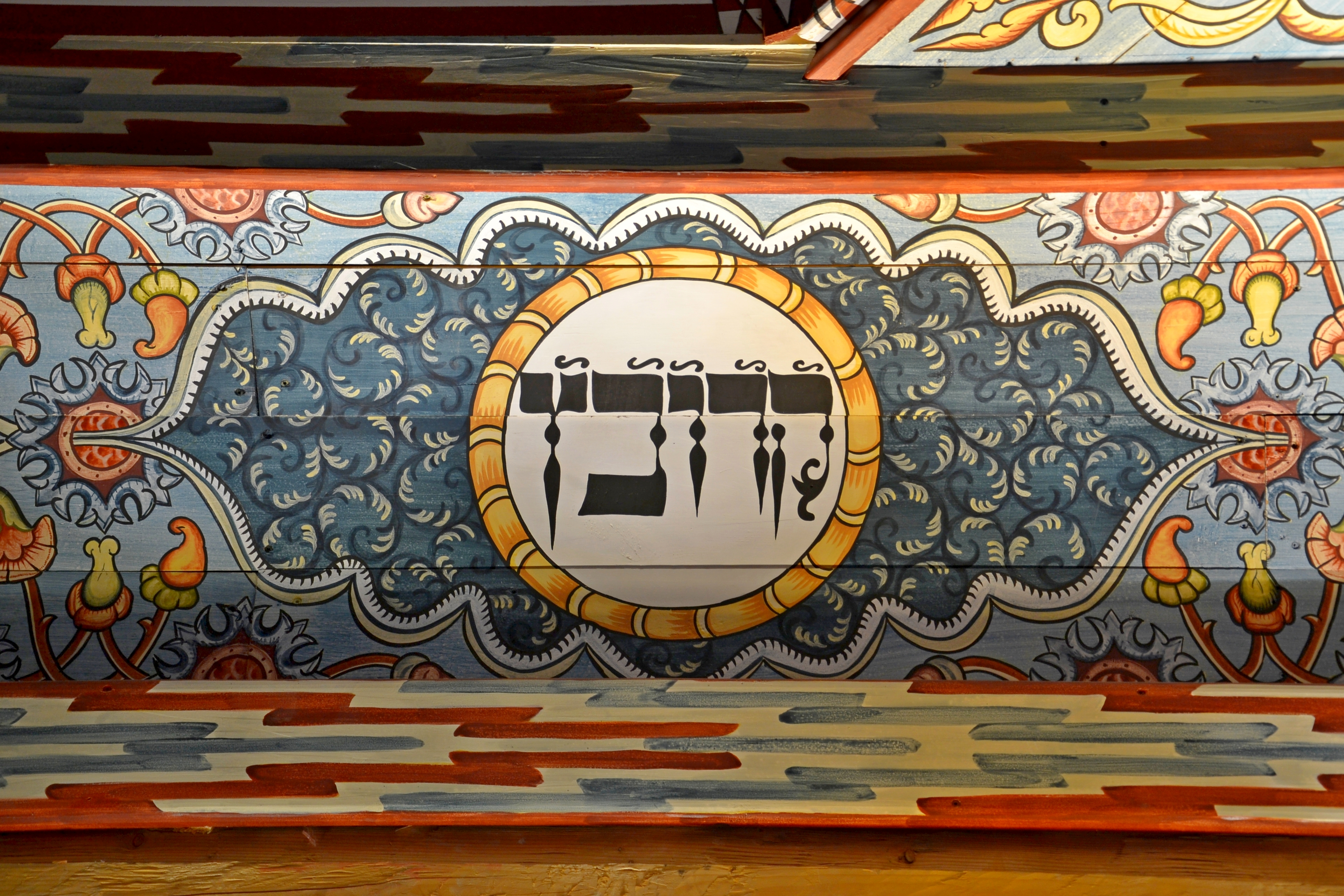
הדוכן ha-dukhan, "el púlpito" en una sinagoga polaca.
Nótese la forma especial de la nun final.

Nun, como Kaph, Mem, Pe y Tzadi, tiene una forma final, utilizada al final de las palabras. Su forma cambia de נ a ן. También hay nueve casos de una nun invertida (׆) en el Tanaj.

### Significado
En gematria, nun representa el número 50. Su forma final representa 700, pero rara vez se usa, en su lugar se usan Tav y Shin (400+300).
Como en árabe, nun como abreviatura puede significar neqevah, femenino. En los escritos rabínicos medievales, nun sofit (nun final) significaba ‘hijo de’ (en hebreo ben).
Nun es también una de las siete letras que reciben una corona especial (llamada tag, en plural taguin) cuando se escribe en una Sefer Torá. Otras letras que pueden llevarla son Shin, Ayin, Teth, Gimmel, Zayin y Tzadi.
En el juego de dreidel, una nun pasa el juego al siguiente jugador sin que se ejecute ninguna acción.

## Codificación
| Carácter      | נ                 | נ                 | ן                       | ן                       |
| ------------- | ----------------- | ----------------- | ----------------------- | ----------------------- |
| Unicode       | HEBREW LETTER NUN | HEBREW LETTER NUN | HEBREW LETTER FINAL NUN | HEBREW LETTER FINAL NUN |
| Codificación  | decimal           | hex               | decimal                 | hex                     |
| Unicode       | 1504              | U+05E0            | 1503                    | U+05DF                  |
| UTF-8         | 215 160           | D7 A0             | 215 159                 | D7 9F                   |
| Ref. numérica | &#1504;           | &#x5E0;           | &#1503;                 | &#x5DF;                 |